# Morley (Norfolk)
Morley è un villaggio e parrocchia civile dell'Inghilterra, appartenente alla contea del Norfolk.